# Kluet Tengah
Kluet Tengah (indonez. Kecamatan Kluet Tengah) – kecamatan w kabupatenie Aceh Selatan w okręgu specjalnym Aceh w Indonezji.
Kecamatan ten znajduje się w północnej części Sumatry. Od północy i wschodu graniczy z kapubatenem Aceh Tenggara, od południowego wschodu z kecamatanem Kluet Timur, od południa z kecamatanem Kluet Utara, a od zachodu z kecamatanami Pasie Raja, Tamak Tuan, Sama Dua, Sawang i Meukek.
W 2010 roku kecamatan ten zamieszkiwało 6120 osób, z których wszystkie stanowiły ludność wiejską. Mężczyzn było 3060, a kobiet 3060. 6118 osób wyznawało islam.
Znajdują się tutaj miejscowości: Alur Keujrun, Jambo Papan, Kampung Padang, Kampung Sawah, Koto Indarung, Koto Menggamat, Lawe Melang, Malaka, Mersak, Pulo Air, Simpang Dua, Simpang Tiga, Siurai-Urai.